# Sewolkatastrofen

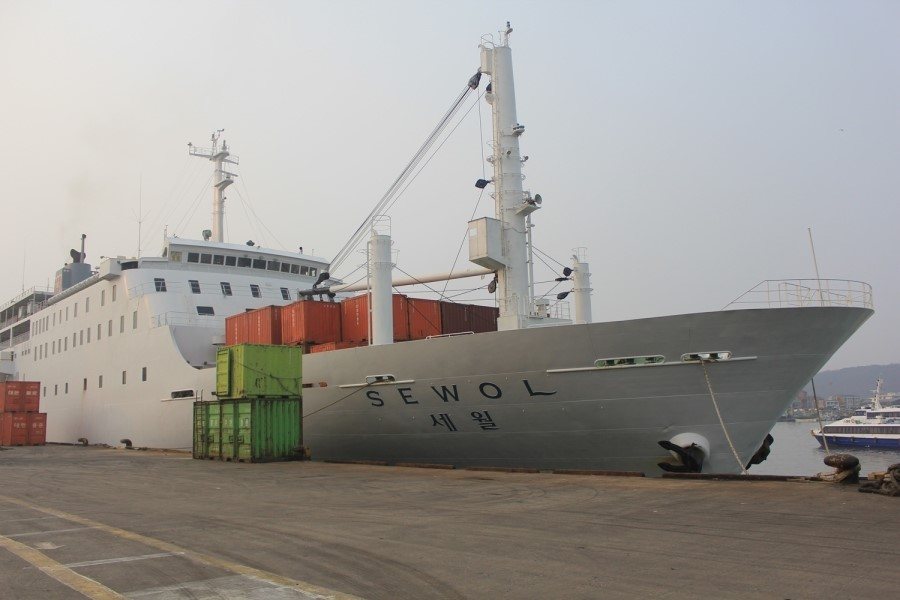
Färjan MV Sewol fotograferad 2014 i Incheon.

Sewolkatastrofen inträffade 16 april 2014 när färjan Sewol kantrade och sjönk i vattnen sydost om Sydkorea. 306 personer omkom, inklusive sju räddningsarbetare. Färjan hade nästan 500 personer ombord varav 238 fortfarande saknades 22 april. Siffran över antalet räddade uppgick till 174.

## Händelseförlopp
Baserat på vittnesmål berättar överlevande om en kraftig stöt innan färjan började sjunka. Enligt uppgift ska färjan gjort en kraftig gir vilket skapade större instabilitet. Besättningens agerande kritiseras hårt. I högtalarsystemet meddelade besättningen passagerarna att sitta stilla för att det var för farligt att röra sig på grund av lutningen.
Enligt uppgift löd budskapet: "stanna kvar, flytta inte".[källa behövs]
Färjan slog sedan runt med många av passagerarna ombord.
Sydkoreas president fördömde besättningen för dess agerande som kostade 306 människors liv.

## Uppgifter
De officiella siffrorna från katastrofen var 22 april: 68 döda, 238 saknade och 174 räddade. Sammanlagt befann sig 480 personer ombord.